# مصادقة الإسعافات الأولية في الحياة البرية في الولايات المتحدة الأمريكية
الإسعافات الأوليّة في الحياة البرية (بالإنجليزية: Wilderness first aid) كانضباط طبي راسخ هي ظاهرة جديدة نسبيًا مقارنة مع حقل طب الطوارئ قبل المستشفى الراسخ بشكل أكبر نوعًا ما. في حين أن هنالك مبادئ توجيهية تعليمية  للمنهج الدراسي لطب العناية الطارئة قبل المستشفى والتي قد تم توحيدها من قبل الحكومة الفيدرالية للولايات المتحدة، و لكن الحال ليس هكذا هذه المرة فلا يوجد حاليا أي تعليمات فيدرالية إتحادية لتحديد المجالات لممارسة أيّ من المستويات المتفاوتة لالطب البريّ.
عملت المجموعات الصناعيّة في مجال الطب البريّ لصنع مبادئ كهذه. و قد قامت الجمعية البريّة الطبيّة (WMS) بإصدار تعليمات جمعية الحياة البريّة الطبية للعناية الطارئة بالحياة البرية عام ألفٍ وتسعمائةٍ وثمانيةٍ وسبعين ميلادي (1978م)، و قد قامت ايضًا بإستيفاء وإستكمال هذه المستندات الطبيّة خلال عام ألفيّن وستّة ميلادي (2006م). الجمعيّة الطبيّة للحياة البريّة تقوم الآن بنشر التطويرات لتعليمات الممارسة في مجلتها الطبّ البريّ والبيئي.
تم نشر الحد الأدنى من الإرشادات التعليمية ومجالات الممارسة للتدرّب على الإسعافات الأولية للحياة البريّة في مجلّة الطب البريّ والبيئيّ عام ألفين وثلاثة عشر ميلادي (2013م). هذا وقد تم تطوير هذه الإرشادات التعليمية ومجالات التدرّب من قِبَل المشاركون الطبيّون للحياة البريّة، (NOLS) المعهد الطبيّ للمدرسة الوطنية الخارجية للقيادة، سولو(SOLO) ، المركز الطبيّ التدريبي للحياة البريّة، أيّريّ(Aerie) ، تجّار الملابس للطب البريّ، الطب الدولي البعادي، وطب جبل الصحراء، وغيرهم العديد من المنظمات والمؤسسات والمعاهد الدولية.
و قد تم نشر مجموعة من أوراق الموقف بالإجماع والإتفاق على الحد الأدنى للتوجيهات التعليمية ومجالات الممارسة لمسعفو البرية الأوليون (WFR) عام ألفين وستة عشر ميلادي (2016م) من قبل التعاون الطبيّ للمثقفين في الحياة البريّة. هذا التعاون يتم قيادته من قبل منظمات وممثلين للمنتسبين الطبيين للحيّاة البريّة، المعهد الطبيّ للمدرسة الوطنية الخارجية للقيادة، سولو، المركز الطبيّ التدريبي للحياة البريّة، أيّريّ، تجّار الملابس للطب البريّ، الطب الدولي البعادي، وطب جبل الصحراء.

## الشهادة
وتعتبر شهادة الصليب الأحمر الأمريكي في دورة الإسعافات الأولية البرية عن بعد سنة الفين وعشرة (2010) صالحة لمدة سنتين.
في كندا، تم تدريس أول مسار تعليمي للإسعافات الأولية في الحياة البريّة في منتصف الثمانينات من القرن الماضي وأوّل منظمة قامت بإقرار المعاييّرهي رابطة الإسعافات الأولية والسلامة في الحياة البريّة.
```
منح التعاون الطبي العالمي للحياة البريّة
[
14
]
، و العديد من المنظمات التي تقدّم شهادة في 
الطب البري
 عن بعد (الإسعافات البرية) (WMAI)
[
15
]
[
16
]
[
17
]
[
18
]
[
19
]
، شهادة في الإسعافات الأولية في الحياة البريّة، والكثير من المجالات المختلفة في التدرّب على 
الطب البريّ
.
```

تتطلب الكشافة الأمريكية وجود اثنين على الأقل من المشاركين المعتدمين حاملي شهادة الإسعافات الأولية في الحياة البريّة خلال الرحلات الخطيرة جدًا.

## للإستطلاع
http://www.scouting.org/Home/HealthandSafety/Training/wilderness_fa.aspx, الإسعافات الأوليّة في الحياة البريّة (WFA) هو تقييّم الحالة والعلاج المقدّم لشخص مريض أو مصاب في بيئة بعيدة حيث لا يوجد هنالك عناية نهائيّة وكاملة من قِبَل شخص مختصّ أو لا يتوفر العلاج السريع بسهولة. قام فريق عمل بقيادة الكشّافة الأمريكية بتطوير منهج ومذهب للإسعافات الأولية في الحياة البريّة. يجب ان تكون شخص موّثّق وقانونيّ من قبل أي من المنظمات التي تم ذكرها سابقًا لممارسة هذه الصلاحيات.
سوف يتعلّم المشاركين كيفيّة المساعدة، وتقديم العلاج المناسب وحتى احتواء الحالات الطارئة قدر الإمكان ضمن نطاق مجالاتهم التي تدرّبوا عليها. الشباب والقادة الكشّافة البالغين فوق عمر الرابعة عشر مرحب بهم ويتم دعوتهم للمشاركة والحصول على المصادقة.